# Marea Persecuție Anti-Budistă din China
Marea Persecuție Anti-Budistă din China a avut loc între anii 842-846 în vremea împăratului Wuzong (840-846) din dinastia Tang. Aceasta a fost cea mai dură persecuție religioasă din istoria Chinei și nu a afectat doar budismul ci și alte religii.

## Desfășurarea persecuției
Prima fază a persecuției a fost mai degrabă o încercare de reformare a budismului chinez, decât exterminarea sa. Astfel, în anul 842 a fost inițiată persecuția printr-un edict imperial ce prevedea eliminare din rândul comunității monahale a călugărilor și călugărițelor ce practicau vrăjitoria și ghicitul viitorului. De asemenea, călugării și călugărițele ce dețineau averi erau obligați să le cedeze guvernului, iar dacă doreau să le păstreze trebuiau să renunțe la viața monahală, fiind obligați să plătească taxe și impozite ca ceilalți cetățeni.
Cu timpul, împăratul Wuzong a devenit din ce în ce mai irascibil și a dezvoltat o aversiune severă față de budism. Ca urmare a acestui fapt, în anul 844 începe persecuția propriu-zisă, momentul de apogeu fiind anul 845 când au fost închise sau distruse 46.000 de temple și mănăstiri budiste, iar pământurile și averile lor au fost confiscate și 250.000 de preoți și călugări au fost alungați și forțați să se reintegreze în societate. Tot atunci a fost dat un edict prin care erau expulzați toți călugării străini veniți în țară, printre care și japonezul Ennin.
În anul 846, împăratul Wuzong a murit, probabil din cauza unor băuturi otrăvitoare pe care le-a consumat. La scurt timp după aceea, succesorul său a proclamat o amnistiție generală iar persecuția a luat sfârșit.

## Cauzele persecuției
Cauzele persecuției au fost atât de ordin economic, social cât și religios:
- Cauze economice: În anul 843, armatele lui Wuzong au învins triburile uigurilor într-o bătălie decisivă ce a necesitat costuri enorme pentru armament ce aproape au falimentat țara. Soluția lui Wuzong pentru a elimina criza economică a fost confiscarea enormelor bogății ale templelor și mănăstirilor budiste și reintegrarea călugărilor și călugărițelor, scutiți de orice fel de taxe, înapoi în societate.

- Cauze sociale: Numeroși învățați confucianiști, cum ar fi Han Yu (768-824) au criticat aspru învățăturile promovate de religia budistă ce ar fi putut distruge ordinea socială chineză. Printre acestea, încurajarea oamenilor să-și părăsească familiile și să devină asceți, care odată deveniți călugări ar înceta orice fel de activitate economică cum ar fi agricultura și țesutul și ar deveni o povară pentru munca altora. Persecuția a încercat să remedieze toate aceste probleme prin transformarea călugărilor în muncitori și plătitori de taxe.

- Cauze religioase: Împăratul Wuzong a văzut budismul ca o religie străină, mult prea influentă, ce ar putea dăuna țării. El a fost un adept zelos al taoismului chinez și a promovat valorile sale și ale confucianismului. Pentru el, scopul principal al budismului, ieșirea din ciclul reîncarnării și atingerea nirvanei era echivalent cu moartea, pe când taoismul promitea nemurirea prin consumarea unor băuturi și practicarea unor ritualuri magice. Se crede că Wuzong a murit otrăvit din cauza unor astfel de băuturi. Călugărul Ennin a relatat că împăratul ar fi avut și o relație secretă cu o tânără preoteasă taoistă ce i-ar fi indus astfel de idei.

## Consecințele persecuției
Consecințele Marii Persecuții au fost dezastruoase pentru budismul chinez. Inițial religie de stat, cea mai importantă și mai influentă din întreg imperiul, budismul nu și-a mai revenit niciodată după acest tragic eveniment. Multe opere de artă, între care temple, statui și picturi, au fost distruse. De asemenea, multe din vechile școli și secte religioase din cadrul budismului au dispărut din China, dar au supraviețuit prin intermediul transmiterii învățăturii lor unor căluăgri străini veniți la studii aici înainte de persecuție, cum ar fi Kūkai, care a adus doctrina școlii chineze Zhēnyán în Japonia.
Pe lângă budism, ce a fost principala țintă a acestei persecuții, și alte religii au fost persecutate. De fapt, toate religiile străine, cu excepția taoismului și confucianismului, singurele de origine chineză, au fost persecutate. Printre acestea se numără zoroastrismul, maniheismul și creștinismul nestorian, acestea din urmă fiind considerate forme eretice ale budismului. Cu toate acestea, religia islamică nu a fost persecutată, deoarece musulmanii erau interesați de comerț, nu de convertirea unor noi adepți.